# Ptilinopus hernsheimi
El tilopo de Kosrae (Ptilinopus hernsheimi) es una especie de ave columbiforme de la familia Columbidae endémica de Kosrae, en las islas Carolinas. Anteriormente se consideraba una subespecie del tilopo coronipúrpura (Ptilinopus porphyraceus). 

## Distribución y hábitat
Se encuentra únicamente en la isla de Kosrae, en el este de las islas Carolinas. Su hábitat natural son los bosques húmendos tropicales y los manglares isleños.